# Carex sullivantii
Carex sullivantii là một loài thực vật có hoa trong họ Cói. Loài này được Boott mô tả khoa học đầu tiên năm 1842.